# 科爾福德
科爾福德（Coleford）是英格蘭格洛斯特郡的一座小鎮，位於迪恩森林的西部。2001年英國人口普查時，科爾福德有人口8,351人。2011年英國人口普查時，科爾福德人口增加至8,359人。科爾福德是迪恩森林區的行政中心。當地的主要產業是工業。

## 外部連結
- Coleford Town Council （页面存档备份，存于）